# Falcatifolium papuanum
Falcatifolium papuanum es una especie de conífera perteneciente a la familia  Podocarpaceae que es endémica de Papúa Nueva Guinea. Está tratada en peligro de extinción por pérdida de hábitat.

## Fuente
- Conifer Specialist Group 1998.  Falcatifolium papuanum.   2006 IUCN Red List of Threatened Species.     Bajado el 10-07-07.